# لیو شیائومی (بازیکن هندبال)
لیو شیائومی (انگلیسی: Liu Xiaomei؛ زادهٔ ۲ مهٔ ۱۹۸۵) بازیکن زن هندبال اهل چین بود. وی در بازی‌های المپیک تابستانی ۲۰۰۴ و ۲۰۰۸ شرکت کرده‌است.